# Hinkelstein (Monsheim)

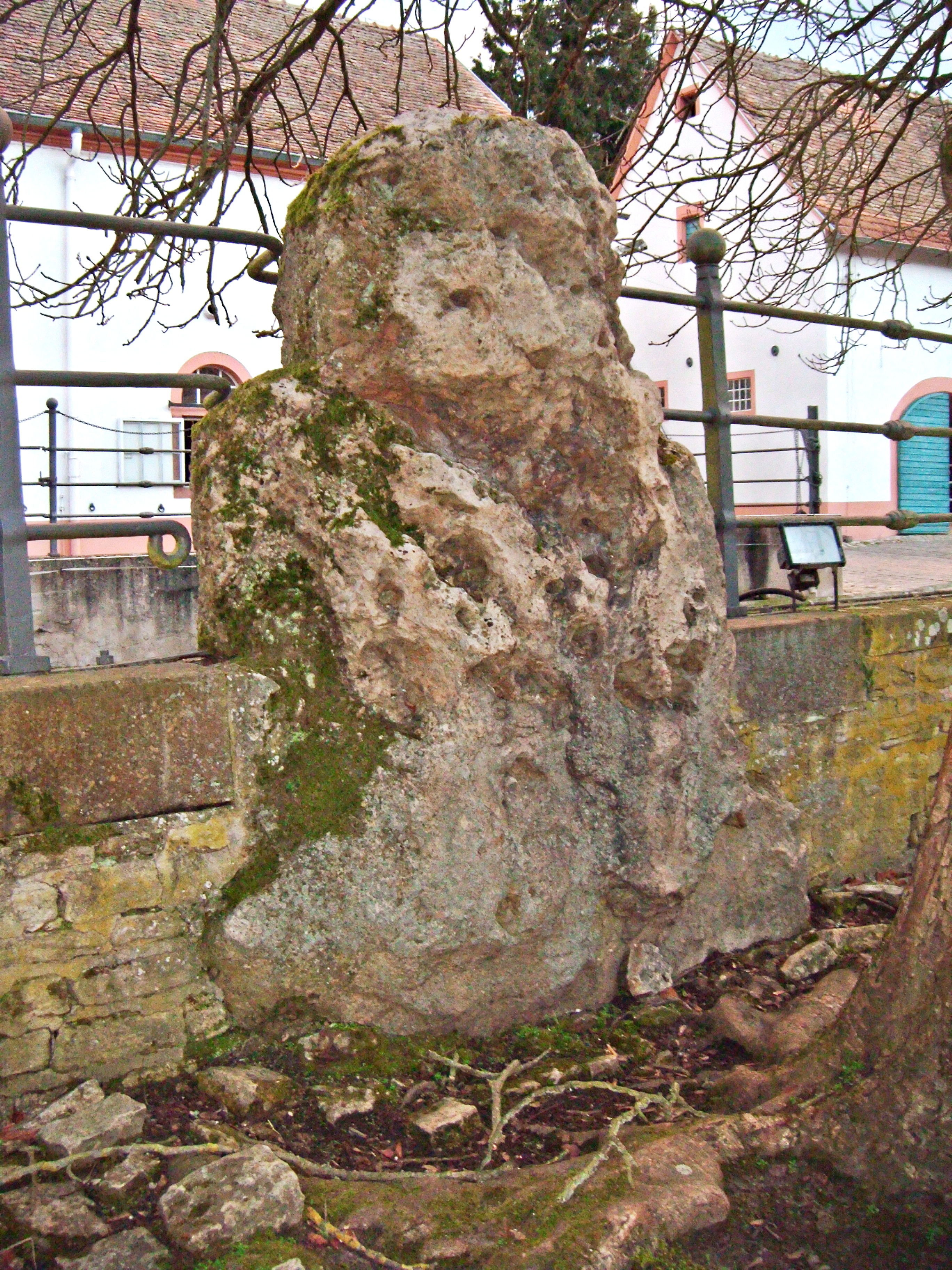
Schlosshof Monsheim, Menhir

Der Hinkelstein ist ein Menhir in Monsheim im Landkreis Alzey-Worms in Rheinland-Pfalz. Die nach ihm benannte Flur ist namensgebender Fundort der Hinkelstein-Kultur.

## Lage und Beschreibung
Der Hinkelstein stand ursprünglich 50 m östlich der von Monsheim nach Niederflörsheim führenden Straße. Dort diente er im Mittelalter und der Neuzeit als Grenzstein. Im 15. Jahrhundert markierte er die Grenze zwischen der Kurpfalz und der Grafschaft Leiningen, später die Grenze zwischen Monsheim, Niederflörsheim und Kriegsheim. 1865 wurde in der Nähe des Steins eine Grabung vorgenommen. Hierbei wurde ein Gräberfeld entdeckt, das fränkische, römische, frühbronzezeitliche und neolithische Gräber barg. Zu letzteren gehörten Gräber der Rössener Kultur und einer damals noch unbekannten Gruppe, die nach der Flurbezeichnung den Namen Hinkelstein-Kultur erhielt. Ein direkter Zusammenhang zwischen der Hinkelstein-Kultur und den häufig als Hinkelsteine bezeichneten Menhiren besteht allerdings nicht. Nach der Grabung wurde der Stein umgesetzt. Er steht heute im Innenhof des Monsheimer Schlosses, eingemauert in die Einfassung einer Mistkaute.
Der Menhir besteht aus Kalkstein und hat eine stark verwitterte, zerfurchte und löchrige Oberfläche. Er hat eine Höhe von 200 cm, eine Breite von 170 cm und eine Tiefe von 80 cm. Der Stein ist pyramidal geformt und sein oberer Teil ist etwas eingezogen. Dies gibt ihm aus einem bestimmten Blickwinkel ein leicht anthropomorphes Aussehen.